# Gare de Tsugaruonoe
La gare de Tsugaruonoe (津軽尾上駅, Tsugaruonoe-eki) est une gare ferroviaire de la ville de Hirakawa, dans la préfecture d'Aomori au Japon. Elle est exploitée par la société Kōnan Railway et est desservie par la Ligne Kōnan.

## Situation ferroviaire
La gare de Tsugaruonoe est située dans le nord-ouest de la ville de Hirakawa, au point kilométrique (PK) 11.1 de la ligne Kōnan.

## Histoire
La gare de Tsugaruonoe est ouverte aux voyageurs le 1er septembre 1927.

## Service des voyageurs

### Accueil
La station de Tsugaruonoe dispose d'un abri et d'un bâtiment pour voyageurs.

### Ligne ferroviaire
- Kōnan Railway
  - Ligne Kōnan

### Disposition des quais
- Cette gare dispose d'un quai latéral et de deux voies.

| N° de voie | Ligne | Direction |
| ---------- | ----- | --------- |
| 1          | Kōnan | Hirosaki  |
| 2          | Kōnan | Kuroishi  |

### Desserte
| Kōnan Railway      |             |             |             |                    |
| Direction Hirosaki | Ligne Kōnan | Ligne Kōnan | Ligne Kōnan | Direction Kuroishi |
| Hakunōkōkōmae      |             | -           |             | Onoekōkōmae        |